# Palazzo Cesi-Gaddi

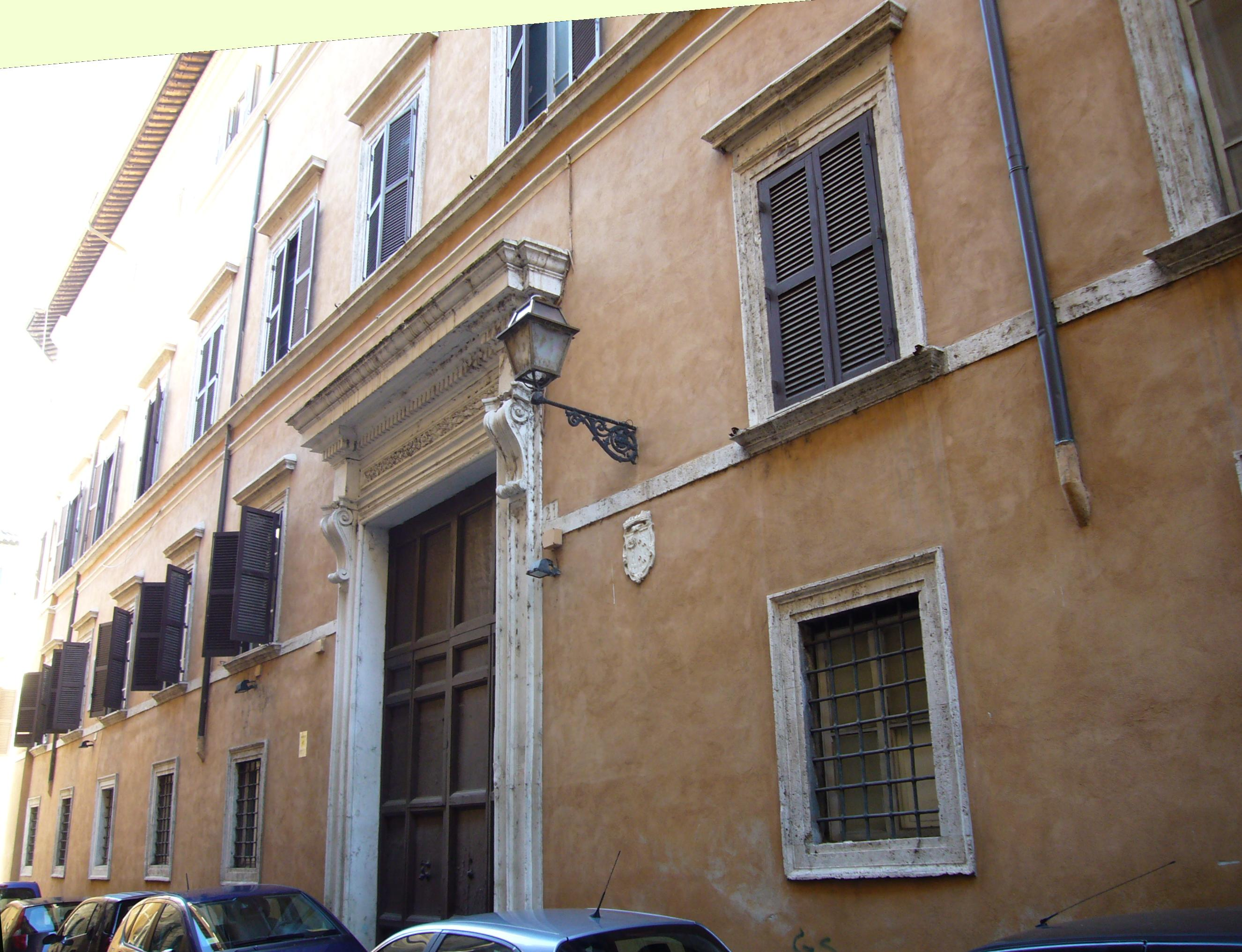
Vista da fachada na Via della Maschera d'oro.

Palazzo Cesi-Gaddi é um palácio localizado na esquina da Via della Maschera d'oro e da Via degli Acquasparta, no rione Ponte de Roma. 

## História
Este palácio foi construído pelos Gaddi, uma rica família de comerciantes florentinos, no início do século XVI e pouco depois adquirido pelos Rossi di Parma. Em 1567, Sigismondo de' Rossi, dos marqueses de San Secondo, o revendeu para Angelo Cesi, filho de Giangiacomo Cesi e de Isabella di Alviano, da nobre família Cesi, de origem de úmbria. Em 1570, o palácio foi alugado a Ugo Boncompagni, que, em 1572, ascendeu ao trono papal com o nome de Gregório XIII, devolvendo o palácio novamente aos Cesi.
Federico Cesi, duque de Acquasparta, se mudou para o palácio depois de se casar com Isabella Salviati, motivo pelo qual o brasão composto Cesi-Salviati ainda hoje coroa o portal no número 21 da Via della Maschera d'oro. De personalidade muito ativa, muito erudito e apaixonado pela ciência, Federico criou no palácio seu próprio jardim botânico e fundou a Accademia Nazionale dei Lincei, acolhendo em seus próprios salões cientistas da época, entre os quais Galileu Galilei, de quem era amigo pessoal. Apaixonados pela arte, os Cesi mantinham uma coleção de estátuas antigas e, no jardim do palácio, foram descobertas duas estátuas de reis da Numídia expostas atualmente nos Museus Capitolinos.
Posteriormente, em 1798, o palácio passou primeiro pelas mãos de Ulisse Pentini, depois do barão Camuccini, que, por sua vez, o vendeu, em 1855, ao duque de Northumberland. Ele passou então para a família Santarelli e, a partir de 1929, para Salvatore Buffardi.
Expropriado em 1940, durante a Segunda Guerra Mundial, o palácio passou a ser utilizado pelo Ministério da Guerra do Reino da Itália, que sediou ali o Tribunal Militar de Roma. Atualmente, o edifício abriga as sedes de diversas instituições jurídicas militares italianas e é famoso pela descoberta, por parte do procurador-geral militar junta à Corte Suprema de Cassação, Antonino Intelisano, em 1994, do famigerado "gabinete da vergonha".

## Decoração
Originalmente, o palácio era finamente decorado com afrescos na fachada de frente para a Via della Maschera d'Oro, representando cenas da história de Roma, de sacrifícios e de caça executadas por Polidoro da Caravaggio e Maturino da Firenze. Delas não restou nenhum traço por causa da erosão e das sucessivas pinturas da fachada.